# 韓相
韓相（1596年—1639年），字調鼎，號經垣，北直隸真定府晉州人，民籍，明朝政治人物。

## 生平
天啟元年（1621年）辛酉科順天鄉試第十二名舉人，二年（1622年）聯捷壬戌科會試第二百九十六名，三甲第一百七十三名進士。刑部觀政，授武昌县知县。时黠吏盘踞，号称难治。韩相不露锋颖，一朝坐堂皇，以某弄柄、某舞文，治之如律，内外肃然。讯鞫如悬镜，枉直毕照，釐剔总书，押差，苛收诸弊，民皆乐输。性镇静寡言，喜怒不形于色。擢南京福建道御史，邑人建祠于城隍庙左祀之，并祀名宦。历尚宝司丞、大理寺丞、南京尚宝司卿，崇禎十二年（1639年）卒。

## 家族
曾祖韓如山，嘉靖二十五年舉人，知縣；祖父韓守愚，教授；父韓一麟，庠生。母趙氏。重慶下。弟韓卿、韓翼。妻紀氏。子韓繼美、韓繼德、韓繼業。